# Claude Thierriet
Pour les articles homonymes, voir Thierriet.
Claude Thierriet, né le 3 juin 1743 à Cernay-en-Dormois dans le département des Ardennes, et mort le 25 mars 1821 à Taissy dans le département de la Marne, est un député français de l'époque de la Révolution française de 1789.

## Biographie

### Vie privée
Claude Thierriet est le fils de Richard Thierriet (1712-1758), notaire royal et sergent, et de Marguerite Gabreau, née en 1712, cinquième d'une fratrie d'au moins 7 enfants. Il se marie le 6 octobre 1773 à Juniville dans les Ardennes avec Marie Jeanne Favreau (1735-1804).

### Profession
Il exerce la profession de docteur en médecine et chirurgie à Juniville.

### Vie politique
Claude Thierriet est élu député sous la Première République, à la Convention départementale puis à la Convention nationale (1792-1795). Il est nommé 8e député en remplacement de François Chardron qui, étant élu, se désiste immédiatement. Il est également élu au Conseil des Anciens. Il siège parmi les modérés mais se prononce pour la détention perpétuelle du roi lors du décret des 16 et 17 janvier 1789. Il quitte la politique en l'An VI.